# Chemin de fer du Guatemala
Le chemin de fer du Guatemala est un chemin de fer transcontinental dont la construction a débuté au XIXe siècle. Le boom du café amena la construction de ports et de chemins de fer au Guatemala, qui diversifia ses partenaires commerciaux en recourant à des capitaux allemands.

## Histoire

Ancienne ligne du Guatemala reliant les deux océans

La construction du premier chemin de fer du Guatemala commence en 1876 . La première section connecte en 1880 San José sur la côte pacifique à Escuintla, où le français Oscar du Teil, décédé l'année précédente, avait planté 110 000 caféiers de 1856 à 1859,. Elle est prolongée jusqu'à la ville de Guatemala en 1884. Le capital national devenu insuffisant, selon le diplomate allemand Von Erckert, le nouveau gouvernement préfère faire appel aux capitaux allemands pour compléter le projet. 
Entre-temps, en 1880, la Boston Fruit Company, future United Fruit Company, trouve un intérêt au Guatemala, pour cultiver des bananes en Amérique latine. En 1908, elle achète l'ensemble des réseaux de chemins de fer du pays ainsi que le principal port, situé à Puerto Barrios, pour les compléter, transformant l'histoire du Guatemala sur les plans politique et économique. 
Ainsi, un second chemin de fer interocéanique en Amérique centrale commença à fonctionner en 1908 entre Puerto San José et Puerto Barrios au Guatemala, mais cessa son service passager à Puerto San José en 1989.